# Reaganomika

Ronald Reagan przedstawia plan redukcji podatków w Gabinecie Owalnym w lipcu 1981

Reaganomika (z ang. reaganomics – zlepek słów Reagan i economics) – ekonomia podażowa, która była prowadzona w latach osiemdziesiątych XX wieku w Stanach Zjednoczonych za prezydentury Ronalda Reagana, cechująca się obniżaniem podatków, zmniejszaniem wydatków budżetowych, ograniczaniem ingerencji państwa w gospodarkę i ograniczaniem inflacji przez kontrolę ilości pieniędzy w obiegu.
Lata pięćdziesiąte i sześćdziesiąte były okresem zdecydowanej dominacji koncepcji keynesowskich w polityce ekonomicznej większości krajów zachodnich. Keynes, który wskazywał na potrzebę stałego angażowania się rządu w sprawy gospodarcze, wykreował również ideę państwa opiekuńczego. Słabość keynesowskich metod pobudzania koniunktury ujawnił kryzys energetyczny po wojnie arabsko-izraelskiej w 1973 r., który przeobraził się w recesję. Wtedy to nastąpił zwrot w stronę tendencji liberalnych.
Neoliberalizm w bardzo wielu aspektach krytykował poglądy keynesistów. Za cel stawiano sobie obronę zasad wolnego rynku oraz zmniejszenie ingerencji państwa w gospodarkę. Restrykcyjna polityka pieniężna miała zapewnić wysoki poziom stóp procentowych, likwidować deficyt budżetowy i ograniczać jego wydatki.
Natomiast ekonomia podażowa, której zwolennikiem był Reagan, zakładała zwiększenie podaży, skłanianie przedsiębiorców do wzrostu produkcji i inwestycji. Efekt ten chciał osiągnąć przez obniżanie podatków, pobudzanie oszczędności, powiększanie zasobów kapitału. Reaganomika była zatem połączeniem koncepcji podażowych i monetarystycznych.

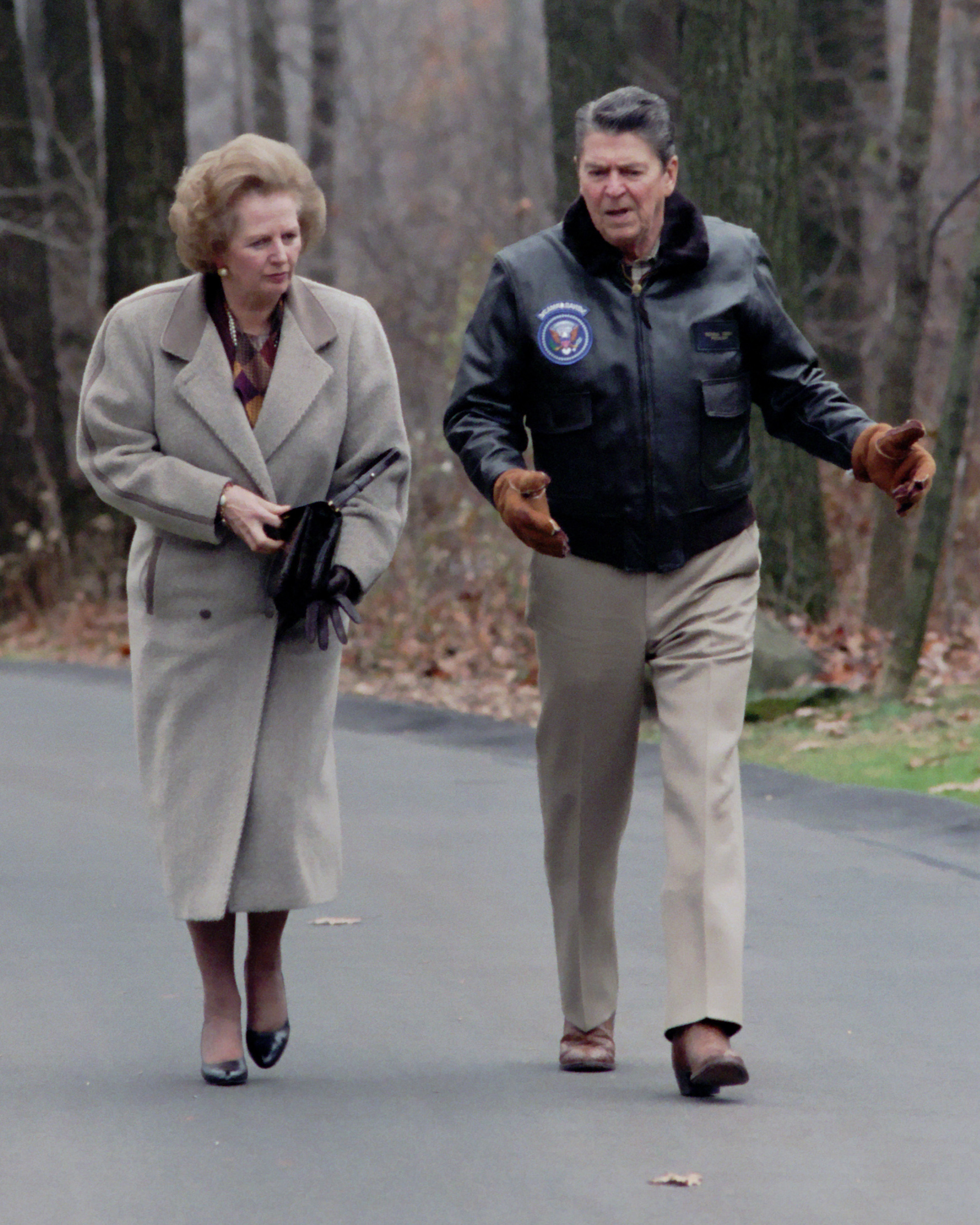
Prezydent Ronald Reagan razem z Margaret Thatcher, premier Wielkiej Brytanii, w Camp David

Teoria ta mówiła, że główne źródła trudności gospodarczych leżą po stronie podaży. Dążyła ona do prywatyzacji sektora publicznego, decentralizacji, hamowania rosnącej inflacji oraz, jak już wspomniano, ograniczania podatków, co z jednej strony zmniejszyło wpływy do budżetu państwa, ale również pobudziło prywatne inwestycje. Wysokie wydatki na cele militarne spowodowały znaczny wzrost deficytu budżetowego, ale także wyraźnie pobudzały popyt. Wysoki był również poziom stóp procentowych, aprecjacja amerykańskiego dolara oraz pogorszenie bilansu handlu zagranicznego, które objawiało się nadwyżką importu. W latach osiemdziesiątych pojawiły się niepokojące zjawiska recesyjne, mimo że udało się zahamować inflację.
Reaganomika miała również niebagatelny wpływ na zainteresowanie inwestycjami na giełdach papierów wartościowych związane z tzw. equity culture, czyli ze wzrostem zainteresowania kulturą inwestycji międzynarodowych w papiery wartościowe. Polityka Ronalda Reagana wiązała się bowiem z prywatyzacjami wielkich, państwowych przedsiębiorstw. Stosowano ulgi podatkowe dla inwestujących w akcje i zachęcano obywateli do lokowania kapitału w prywatnych funduszach oszczędnościowych (private pensions). Towarzysząca tym działaniom hossa na rynkach akcji w pozytywny sposób wpływała na decyzje zarządów giełd dotyczące ekspansji o zasięgu ponadnarodowym.
Działania prowadzone przez Ronalda Reagana wywarły ogromny wpływ na politykę Wielkiej Brytanii w latach osiemdziesiątych, gdy premierem z ramienia partii konserwatywnej była Margaret Thatcher (thatcheryzm).